# دختر خوب (فیلم ۲۰۰۲)
دختر خوب (به انگلیسی: The Good Girl) فیلمی کمدی و درام محصول سال ۲۰۰۲ است. کارگردان این فیلم میگل آرتتا و فیلم‌نامه‌نویس آن مایک وایت می‌باشد. همچنین جنیفر آنیستون و جیک جیلنهال بازیگران اصلی این فیلم هستند.

## خلاصه داستان
زن مغازه دار جوان و متأهلی رابطه ای را با یک پسر جوان آغاز می‌کند که فکر می‌کند «هولدن کالفیلد» (شخصیتی خیالی و چهره اصلی داستان ناتور دشت اثر مشهور جی دی سالینجر است) است…